# Jelitkowo
Jelitkowo (kašubsky Jelëtkòwò nebo Gletkòwò, německy Glettkau) je část přímořské čtvrti Żabianka-Wejhera-Jelitkowo-Tysiąclecia města Gdaňsk v Pomořském vojvodství. Nachází se na pobřeží Gdaňského zálivu, jižně od sopotské městské čtvrti Karlikowo a patří do riviéry Baltského moře. Jelitkowo se rozkládá poblíž ústí potoka nazývaného Potok Oliwski (resp. Potok Jelitkowski). Pláže jsou písečné a táhnou se podél promenády na ulici Jantarowa až do Sopot.

## Historie
První písemná zmínka o místu pochází z roku 1480. Okolo roku 1875 se vesnice Jelitkowo začala pozvolna proměňovat v lázně. V roce 1909 bylo postaveno molo s malým přístavem. Molo bylo zničeno bouří v roce 1914. Nachází se zde kostel (Kościół pw. Świętych Piotra i Pawła), postavený v letech 1976 až 1981, u kterého je zvonice. Jelitkowo je populární turistickou a kulturní destinací.